# Tiden är en dröm del 2
Tiden är en dröm del 2 är en svensk dokumentärfilm från 2014 i regi av Jan Lindqvist. Filmen är en historisk skildring av åren 1880–1900. Den är en uppföljare till Tiden är en dröm (1999).
Tiden är en dröm del 2 producerades av Lindqvist för bolaget Studio Ladan AB. Den mottog produktionsstöd av Stiftelsen Svenska Filminstitutet. Lena Hansson-Varhegyi var filmkonsulent. Filmen hade premiär den 21 november 2014. Den distribueras av Folkets Bio.